# Impatiens elongata
Impatiens elongata är en balsaminväxtart som beskrevs av George Arnott Walker Arnott. Impatiens elongata ingår i släktet balsaminer, och familjen balsaminväxter. Inga underarter finns listade i Catalogue of Life.